# Ronde van Castilië en León
De Ronde van Castilië en León (Vuelta a Castilla y León) is een Spaanse wielerwedstrijd die sinds 1985 jaarlijks wordt verreden. De ronde behoort tot de UCI Europe Tour en is van de 1.1-categorie.
De oorspronkelijke meerdaagse wedstrijd kende geen vaste plaats op de wielerkalender en werd in diverse maanden verreden, van 2010-2019 in april/mei en vanaf 2021 in de maand juli. Vanaf 2024 is het een eendaagse koers (net als in 2021 als enige uitzondering in voorgaande periode). Bekende winnaars zijn onder andere Miguel Indurain, Francisco Mancebo, Aleksandr Vinokoerov en Alberto Contador.

## Erelijst
| Jaar                     | Winnaar                                       | Tweede                                        | Derde                                         |
| Trofeo Castilla y León   | Trofeo Castilla y León                        | Trofeo Castilla y León                        | Trofeo Castilla y León                        |
| ------------------------ | --------------------------------------------- | --------------------------------------------- | --------------------------------------------- |
| 1985                     | Jesús Blanco Villar                           | Federico Echave                               | Miguel Ángel Iglesias                         |
| 1986                     | Alfonso Gutiérrez                             | Carlos Hernández                              | Manuel Jorge Domínguez                        |
| 1987                     | Alfonso Gutiérrez                             | Manuel Jorge Domínguez                        | Antonio Esparza                               |
| 1988                     | Reimund Dietzen                               | Federico Echave                               | Ángel Arroyo                                  |
| 1989                     | Federico Echave                               | Peter Hilse                                   | Luc Suykerbuyk                                |
| 1990                     | Ronde van Castilië en León werd niet verreden | Ronde van Castilië en León werd niet verreden | Ronde van Castilië en León werd niet verreden |
| 1991                     | José Rodríguez García                         | Juan Carlos González                          | Alfonso Gutiérrez                             |
| 1992                     | Asjat Saitov                                  | Malcolm Elliott                               | Ángel Edo                                     |
| 1993                     | Miguel Indurain                               | Abraham Olano                                 | Antonio Martín                                |
| 1994                     | Melchor Mauri                                 | Álvaro González de Galdeano                   | Nico Emonds                                   |
| 1995                     | Santiago Blanco                               | Aitor Garmendia                               | Claus Michael Møller                          |
| Vuelta a Castilla y León |                                               |                                               |                                               |
| 1996                     | Andrea Peron                                  | Udo Bölts                                     | Íñigo Cuesta                                  |
| 1997                     | Ángel Casero                                  | Laurent Jalabert                              | Udo Bölts                                     |
| 1998                     | Aitor Garmendia                               | Jan Ullrich                                   | Ángel Casero                                  |
| 1999                     | Leonardo Piepoli                              | Alberto Elli                                  | Giuseppe Guerini                              |
| 2000                     | Francisco Mancebo                             | Aitor Osa                                     | Dave Bruylandts                               |
| 2001                     | Marcos Serrano                                | Levi Leipheimer                               | Manuel Beltrán                                |
| 2002                     | Juan Miguel Mercado                           | Joan Horrach                                  | Leonardo Piepoli                              |
| 2003                     | Francisco Mancebo                             | Denis Mensjov                                 | Alex Zülle                                    |
| 2004                     | Koldo Gil                                     | David Navas                                   | José Iván Gutiérrez                           |
| 2005                     | Carlos García                                 | Francisco Pérez                               | David Blanco                                  |
| 2006                     | Aleksandr Vinokoerov                          | Luis León Sánchez                             | José Luis Rubiera                             |
| 2007                     | Alberto Contador                              | Koldo Gil                                     | Juan José Cobo                                |
| 2008                     | Alberto Contador                              | Mauricio Soler                                | Levi Leipheimer                               |
| 2009                     | Levi Leipheimer                               | Alberto Contador                              | David Zabriskie                               |
| 2010                     | Alberto Contador                              | Igor Antón                                    | Ezequiel Mosquera                             |
| 2011                     | Xavier Tondó                                  | Bauke Mollema                                 | Igor Antón                                    |
| 2012                     | Javier Moreno                                 | Guillaume Levarlet                            | Pablo Urtasun                                 |
| 2013                     | Ruben Plaza                                   | Francisco Mancebo                             | Francesco Lasca                               |
| 2014                     | David Belda                                   | Marcos García                                 | Sylwester Szmyd                               |
| 2015                     | Pierre Rolland                                | Beñat Intxausti                               | Igor Antón                                    |
| 2016                     | Alejandro Valverde                            | Peio Bilbao                                   | Joni Brandão                                  |
| 2017                     | Jonathan Hivert                               | Jaime Rosón                                   | Henrique Casimiro                             |
| 2018                     | Rubén Plaza                                   | Carlos Barbero                                | Eduard Prades                                 |
| 2019                     | Davide Cimolai                                | Guillaume Boivin                              | Jérôme Cousin                                 |
| 2020                     | niet verreden wegens de coronapandemie        | niet verreden wegens de coronapandemie        | niet verreden wegens de coronapandemie        |
| 2021                     | Matis Louvel                                  | Stefano Oldani                                | Mauricio Moreira                              |
| 2022                     | Simon Yates                                   | George Bennett                                | Jonathan Lastra                               |
| 2023                     | Eduardo Sepúlveda                             | Felix Engelhardt                              | Alex Molenaar                                 |
| 2024                     | Caleb Ewan                                    | Davide Cimolai                                | Jenthe Biermans                               |
| 2025                     | Haimar Etxeberria                             | Jesús Herrada                                 | Christian Scaroni                             |

### Meervoudige winnaars
| Overwinningen | Renner            | Jaren            |
| ------------- | ----------------- | ---------------- |
| 3             | Alberto Contador  | 2007, 2008, 2010 |
| 2             | Alfonso Gutiérrez | 1986, 1987       |
| 2             | Francisco Mancebo | 2000, 2003       |
| 2             | Rubén Plaza       | 2013, 2018       |

### Overwinningen per land
| Overwinningen | Land                                                                                         |
| ------------- | -------------------------------------------------------------------------------------------- |
| 25            | Spanje                                                                                       |
| 3             | Frankrijk, Italië                                                                            |
| 1             | Australië, Argentinië, Duitsland, Kazachstan, Rusland, Verenigd Koninkrijk, Verenigde Staten |

1985 · 1986 · 1987 · 1988 · 1989 · 1990 · 1991 · 1992 · 1993 · 1994 · 1995 · 1996 · 1997 · 1998 · 1999 · 2000 · 2001 · 2002 · 2003 · 2004 · 2005 · 2006 · 2007 · 2008 · 2009 · 2010 · 2011 · 2012 · 2013 · 2014 · 2015 · 2016 ·2017 · 2018 · 2019 · 2020 · 2021 · 2022 · 2023 · 2024 · 2025